# 棕麻雀
棕麻雀（Passer motitensis）是麻雀属的一种鸟类，生活在非洲南部的干旱地区，体长15–16 cm厘米，看起来像是大号的家麻雀。它和棕背麻雀有时被视为同一种。